# 代代平安
《代代平安》，香港亞洲電視製作的劇集，全劇共65集，監製岑國榮。

## 故事大綱
每集自成一单元，围绕福记豆腐店一家人， 及他们的同事，街坊的生活趣事，充满人情味。

## 演員表
- 鄭少秋：李国全
- 盧海鵬：李福全（福记豆腐店老板）
- 李香琴： 李福金（金姐）（福记豆腐店大姐）
- 彭文堅: 李家明（李福全二子）
- 葉玉卿：李詠梅（李福全長女）
- 萬綺雯：李詠蘭（李福全幼女）
- 姜皓文：梁志光（李咏梅男友）
- 程　嵐：鄰居
- 劉　準
- 陳劍雲：福记豆腐店伙计何炳（阿炳）
- 羅青浩：Victor (李國全，李家明同事）

- 陳曉瑩：Victor 女朋友陳小敏

- 葉　霖：李國全，李家明同事
- 陈丽雲: 菜檔张嬸
- 榮飈：張嬸兒子（在第八集： 「怒火街頭」和第三十七集：「山水有相逢」出塲）
- 安德尊:（在第三十六集：「常識專家」出塲）
- 范永華：David (祇在第壹集出塲）
- 徐有明
- 莊靜而：阿珊（李国全太太， 中途分居，后来复婚）
- 凌腓力: Philip (李國全，李家明同事）
- 陳巧儀：Sandy (李國全，李家明同事)
- 劉宗基：阿強（第三集一望子成龍出塲）
- 江　圖：廣告公司（李國全，李家明任職之廣告公司老闆)
- 陳珩：(第十八集鷄同鴨講出塲）
- 蔡倩兒：Anna Fong（在第十九集一客串波士出塲）
- 馮素波：粵劇興趣班老師（在第三十七集一山水有相逢出塲）
- 郑贤：香仔 （在第四十九集一留住我吧出現）
- 王河清：街坊
- 司馬華龍： 梁志光父亲（在第四十二集 冤家襯家出现）
- 胡邊月（又名湖邊月）： 第二十集扮演八嬸，第四十二集寃家襯家扮演梁志光母親
- 林司聰：Lily (廣告公司秘書）
- 譚少瑛：粵劇興趣班導師（在第六十四集出塲）
- 陳鳳冰：垃圾婆（第七集），馬師奶（第三十七集，第六十四集）
- 伍詠薇：Bonnie
- 蔡國慶：阿慶（ 在第十七集：「救命恩人」出塲）
- 佘文炳：六表舅父（在第六集：「有家歸不得」出場）

- 鄧美美：六表舅母（ 在第六集「有家歸不得」出塲 ）

- 計雲龍：街坊（在第八集： 「怒火街頭」出塲）
- 陳大文:（在第三十六集：「常識專家」出塲）